# محوطه شاتوتیا ۲
محوطه شاتوتیا ۲ مربوط به سده‌های اولیه دوران‌های تاریخی پس از اسلام است و در شهرستان سرپل ذهاب، بخش مرکزی، دهستان دشت ذهاب، ۱۵۰ متری جنوب روستای قلخانچک شاتوتیا واقع شده و این اثر در تاریخ ۲۶ اسفند ۱۳۸۷ با شمارهٔ ثبت ۲۵۵۹۱ به‌عنوان یکی از آثار ملی ایران به ثبت رسیده است.